# Braunsberg (deal)

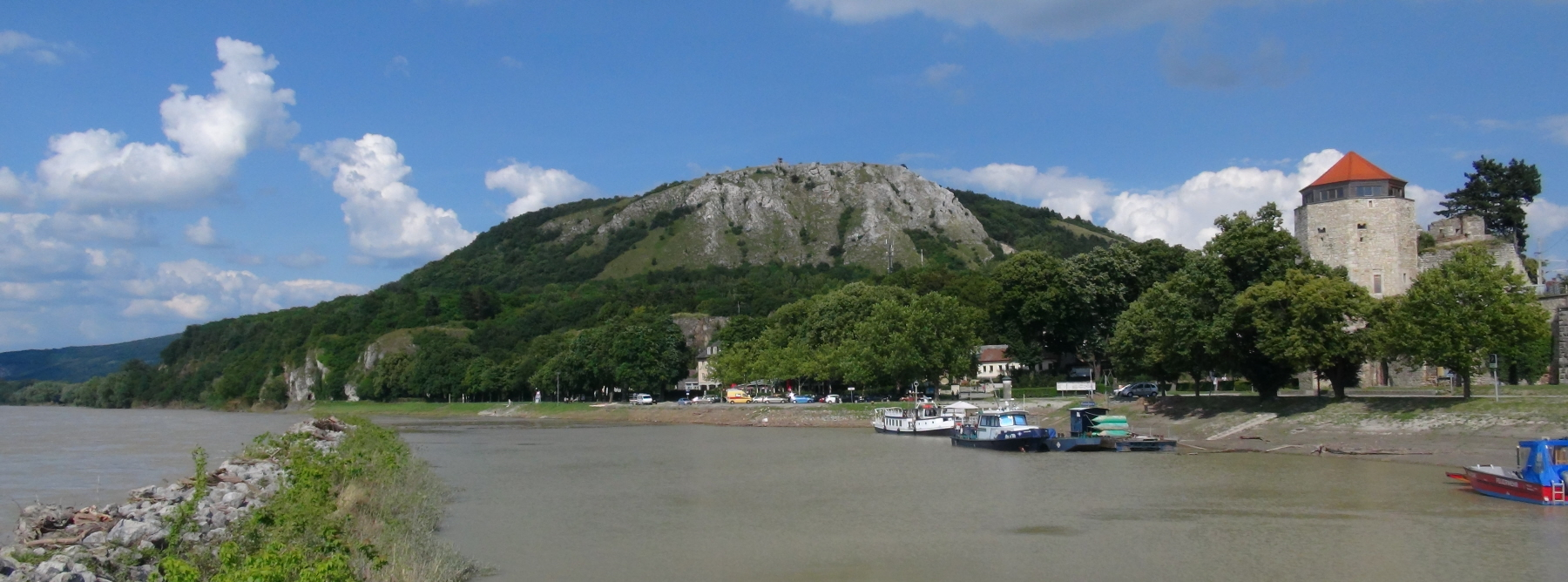
Dealul Braunsberg, Dunărea în stânga, Hainburg an der Donau în dreapta.

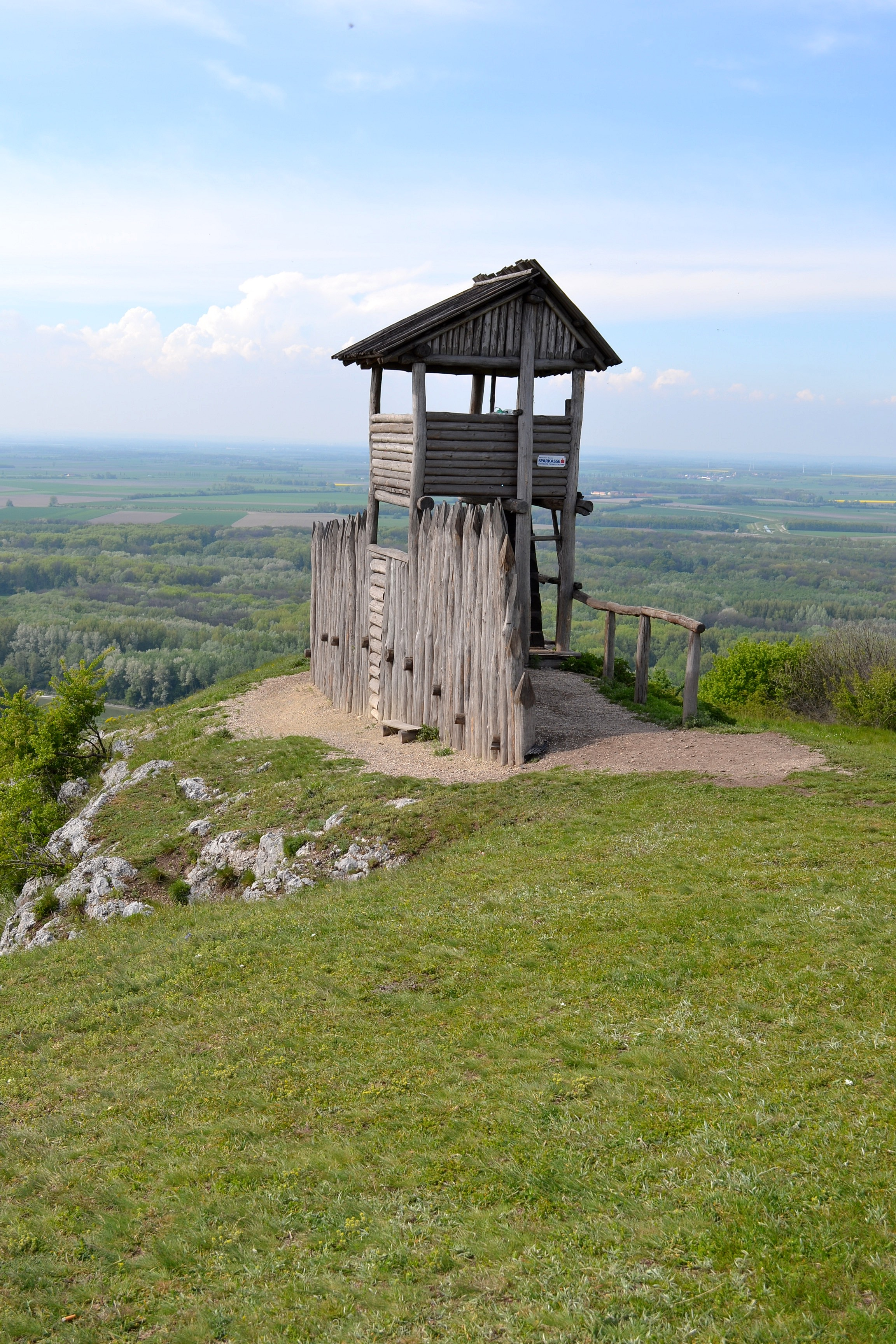
Palisadă pe dealul Braunsberg.

Braunsberg este un masiv de calcar de 346 m înălțime în Hainburg an der Donau, Austria, pe malul Dunării. Platoul său a găzduit în trecut o așezare celtă, iar în prezent încă poartă urmele perioadei celto-romane.